# Aechmea cylindrata
Aechmea cylindrata är en gräsväxtart som beskrevs av Carl Lindman. Aechmea cylindrata ingår i släktet Aechmea och familjen Bromeliaceae. Inga underarter finns listade i Catalogue of Life.

## Bildgalleri

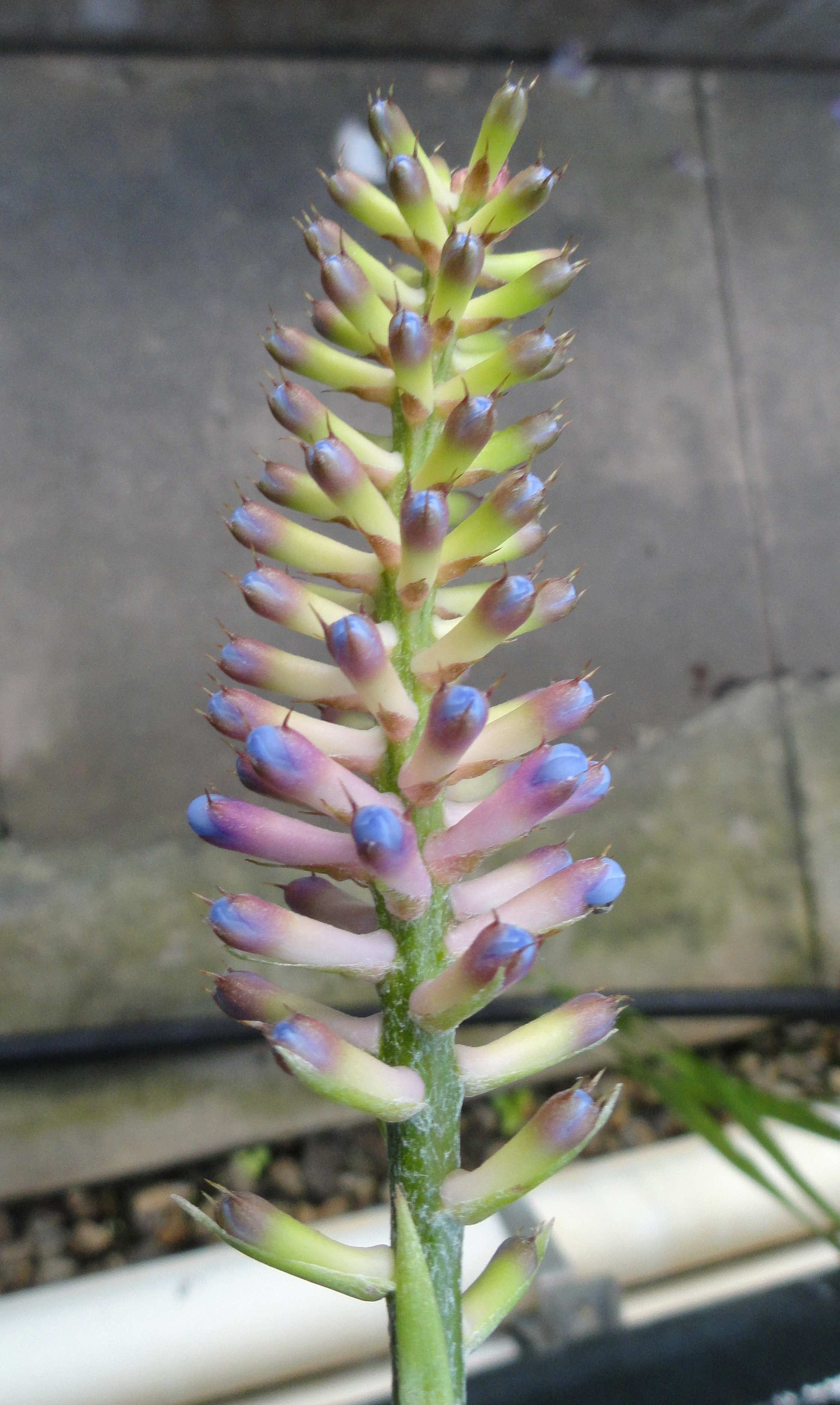
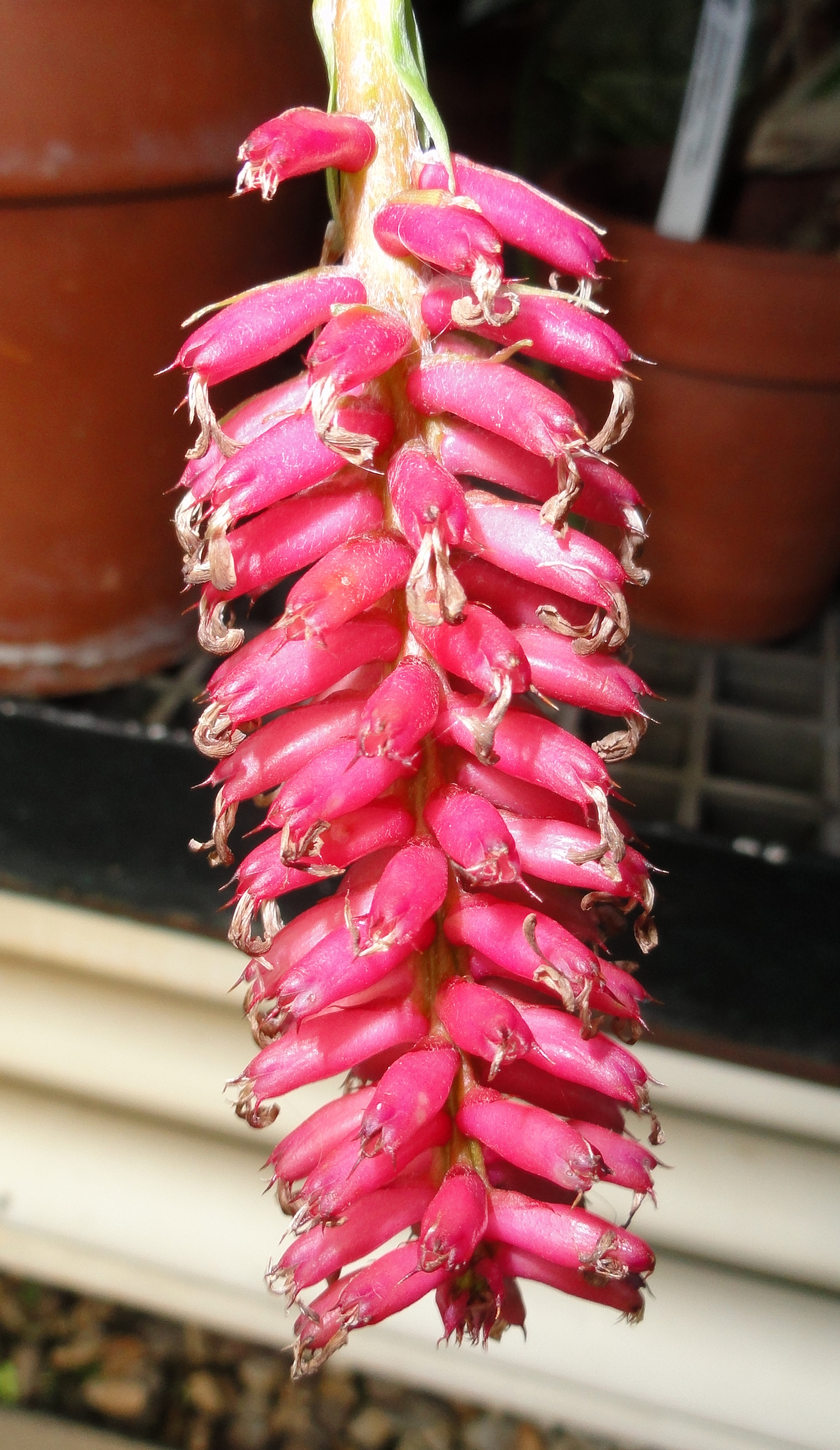